# 東洋音楽短期大学
東洋音楽短期大学（とうようおんがくたんきだいがく）は、東京都豊島区雑司ヶ谷3-530　に本部を置いていた日本の私立大学である。1954年に設置され、1970年に廃止された。

## 概要

### 大学全体
- 東京都豊島区に所在した日本の私立短期大学で[1]、設置主体は学校法人東洋文化学園[2]。
- 1学科3専攻、入学定員25名体制で1954年に設置された。
- 1962年度の入学生を最後に[注釈 2]、1970年に短期大学としての使命を終える[4]。

### 教育および研究
- 音楽教育に特化していた[5]。

### 学風および特色
- 1957年に創立50周年記念演奏会が、日本青年館にて行われた[6]。

## 沿革
- 1907年 左記に創設された東洋音楽学校を源流とされる[7]
- 1911年 東洋音楽専門学校に改称。
- 1951年
  - 3月15日 学校法人東洋文化学園の設立が認可される[8]。
- 1954年
  - 2月15日 左記を以て文部省[注 2]より短期大学の設置が認可される[注 3]。
  - 4月1日 東洋音楽短期大学が以下の学科体制にて開学する[11]。
    - 音楽科
      - 作曲専攻 入学定員5名
      - 声楽専攻 入学定員10名
      - 器楽専攻 入学定員10名
- 1962年
  - 4月1日 この年度をもって学生募集を終了[注釈 2]。
- 1970年
  - 3月25日 左記を以て正式に廃止[4]。

## 基礎データ

### 所在地
- 東京都豊島区雑司ヶ谷3-530[注釈 1]

### 年度別学生数

#### 通学課程
- 1954年度についてはその年度（月日は不詳だが、1955年3月以前のデータ）、1958年度以降の学生数はその該当年度の5月1日時点でのデータである。

| -        | 作曲専攻 | 器楽専攻 | 声楽専攻 | 出典 |
| -------- | -------- | -------- | -------- | ---- |
| 入学定員 | 5        | 10       | 10       |      |
| 総定員   | 10       | 20       | 20       | -    |

| -               | 入学定員 | 総定員 | 学生数     | 出典     |
| --------------- | -------- | ------ | ---------- | -------- |
| 1954年          | 25       | 25     | 男11 女24  | [ 注 4 ] |
| 1955年 - 1957年 | 不明     | 不明   | 不明       | [ 注 5 ] |
| 1958年          | 25       | 50     | 男49 女128 | [ 14 ]   |
| 1959年          | 25       | 50     | 男40 女118 | [ 15 ]   |
| 1960年          | 25       | 50     | 男30 女148 | [ 16 ]   |
| 1961年          | 25       | 50     | 男27 女188 | [ 17 ]   |
| 1962年          | 25       | 50     | 男30 女275 | [ 18 ]   |
| 1963年          | -        | 25     | 男22 女153 | [ 19 ]   |

## 教育および研究

### 組織

#### 学科
- 音楽科
  - 作曲専攻 入学定員5名
  - 声楽専攻 入学定員10名
  - 器楽専攻 入学定員10名

#### 専攻科
- なし

#### 別科
- なし

#### 取得資格について
- 中学校教諭二級免許状（音楽）。当初は中学校教諭ほか高等学校教諭免許状（音楽）の教職課程を併設[注 6]。

## 学生生活

### スポーツ
- 全国の音楽大学では数少ない野球部があった[6]。

## 大学関係者と組織

### 大学関係者一覧

#### 大学関係者
歴代学長
- 柴田知常：開学より就任。
- 堀内敬三：1958年10月より就任。
- 松永東：1959年7月より就任。

#### 出身者
- 大空眞弓 - 音楽科声楽専攻（女優）

## 施設

### キャンパス
- かつてのキャンパスは現在、東京音楽大学付属民族音楽研究所となっている。

## 対外関係

### 系列校
- 東洋音楽高等学校[注 7]
- 東洋音楽学校